# Joseph-Louis Lagrange
Joseph-Louis Lagrange (pronunciación en francés: /ʒozɛf.lui lagrɑ̃ʒ/), inscrito como Giuseppe Lodovico Lagrangia, también llamado Giuseppe Luigi Lagrangia o Lagrange (o bien José Luis de Lagrange; Turín, 25 de enero de 1736-París, 10 de abril de 1813), fue un físico, matemático y astrónomo italiano, que después de formarse en su Italia natal pasó la mayor parte de su vida en Prusia y Francia.
Lagrange trabajó en Berlín durante veinte años para Federico II de Prusia. Aportó avances transcendentales en múltiples ramas de las matemáticas, desarrolló la mecánica Lagrangiana y fue el autor de novedosos trabajos de astronomía. Tanto por la importancia como por el volumen de sus contribuciones científicas se le puede considerar uno de los físicos y matemáticos más destacados de la historia.

## Biografía

### Primeros años

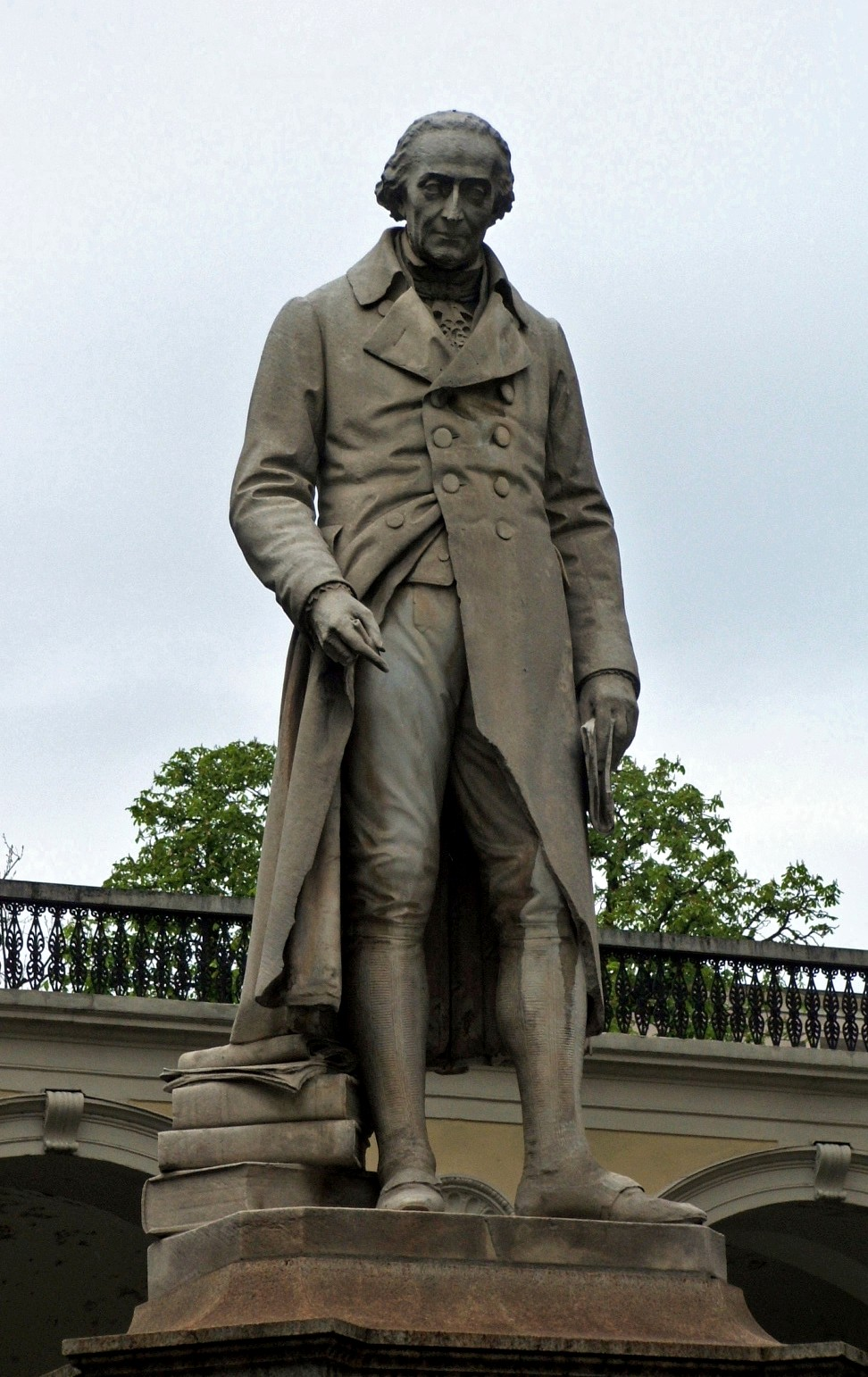
Estatua de Lagrange en Turín

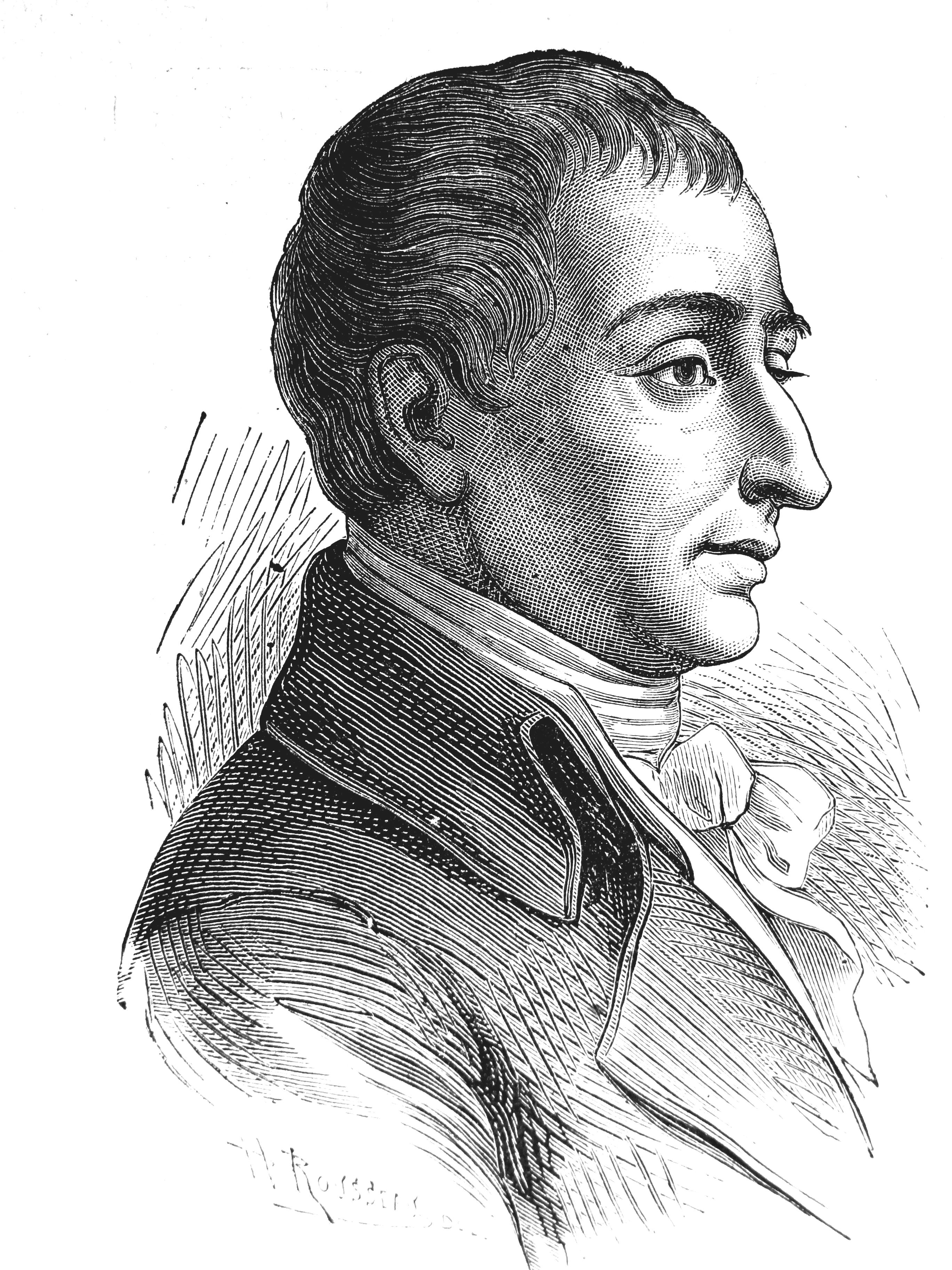
Grabado con la imagen de Lagrange

Joseph Louis de Lagrange procedía de una familia parisina que gozaba de buena posición social. Fue el mayor de once hermanos y el único que alcanzó la edad adulta.
Fue educado en la Universidad de Turín y no fue hasta los diecisiete años cuando mostró interés por la matemática. Su entusiasmo empezó a caminar con  la lectura de un ensayo del astrónomo Edmund Halley sobre análisis matemático. Tras un año de incesante trabajo, era ya un matemático consumado. El rey Carlos Manuel III de Cerdeña le encomendó en 1775 el adiestramiento de los artilleros de su ejército como profesor asistente en la Academia Militar, donde se aplicaron por primera vez las teorías balísticas de Benjamin Robins y de Leonhard Euler. Sin embargo, de acuerdo con los comentarios de Alessandro Papacino D'Antoni, comandante de la academia y famoso teórico de la artillería, Lagrange resultó ser un profesor problemático por su estilo dominado por el razonamiento abstracto; dispuesto a relegar a un segundo plano la práctica de la artillería y de la ingeniería de las fortificaciones. En esta Academia uno de sus alumnos fue François Daviet de Foncenex (1734-1799), militar y matemático posteriormente especializado en análisis dimensional.
Cuando tenía tan solo diecinueve años de edad, envió una carta a Leonhard Euler para la resolución de los problemas de isoperimetría que habían sido un asunto de discusión durante más de medio siglo, mediante una nueva técnica: el cálculo de variaciones. Euler reconoció la generalidad del método y su superioridad, y con una cortesía rara en él retuvo un artículo que había escrito previamente para que el joven italiano tuviera tiempo para completar su trabajo, como exige la invención de un nuevo método de cálculo. El nombre de esta rama del análisis la sugirió el propio Euler. Este trabajo puso a Lagrange en primera línea entre los matemáticos de su época.
En 1758, con la ayuda de sus alumnos, Lagrange publicó en la Academia de Turin la mayoría de sus primeros escritos, consistentes en los cinco volúmenes normalmente conocidos como Miscellanea Taurinensia.
En 1761 Lagrange no tenía rival en el campo de las matemáticas; pero su trabajo incesante durante los últimos nueve años había afectado seriamente a su salud, y los doctores se negaron a ser responsables de su vida a menos que él se lo tomara en serio. Aunque su salud fue temporalmente restablecida, su sistema nervioso nunca recuperó su tono y de aquí en adelante padeció constantemente ataques de melancolía severa.
Lagrange era de mediana estatura, complexión débil, con ojos azul claro y un color de piel pálido. Era de un carácter nervioso y tímido, detestó la controversia, y al evitarla de buena gana permitió a otros tener crédito por cosas que él había hecho.

### En la corte real de Prusia

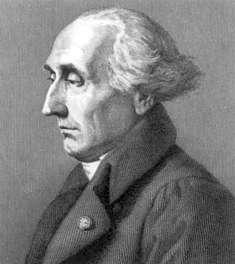
Retrato de Lagrange

Ya en 1756, Euler, con el apoyo de Maupertuis, hizo un intento por atraer a Lagrange a la academia de Berlín. Más tarde, d'Alembert intercedió a favor de Lagrange ante Federico de Prusia y escribió al matemático solicitándole que dejara Turín por una posición considerablemente más prestigiosa en Berlín.
En 1766 Euler abandonó Berlín, y Federico II el grande escribió a Lagrange para expresarle su deseo de que "el rey más grande de Europa" debería tener "el matemático más grande de Europa" viviendo en su corte. Lagrange aceptó la oferta y durante los siguientes veinte años en Prusia, produjo nada menos que la serie más grande de documentos científicos publicada hasta entonces en Berlín, incluyendo su trabajo monumental, la Mécanique analytique. Gracias a la recomendación de D'Alembert y de Euler, Lagrange sucedió a este último como director de la Academia de las Ciencias de Berlín, al mismo tiempo que Euler brillaba en la Rusia de Catalina la Grande.
Su estancia en Berlín comenzó con un desafortunado error: estando la mayoría de sus colegas casados, y aconsejado por sus esposas de que era la única manera de estar contento, se casó; su esposa murió pronto, y la unión no fue feliz.
Lagrange era el favorito del rey y frecuentemente disertó sobre las ventajas de una regularidad perfecta en la vida. La lección la aplicó a su propia vida: estudió su mente y su cuerpo como si fueran máquinas, y encontró experimentando la cantidad exacta de trabajo que podía hacer sin perder la salud. Todas las noches se ponía una tarea definida para el día siguiente, y al completar cualquier tema escribía un corto análisis para ver qué puntos en las demostraciones eran susceptibles de mejora. Siempre pensó en sus artículos antes de componerlos, y normalmente los escribió con esmero y sin una sola raspadura o corrección.

### Etapa posterior en Francia

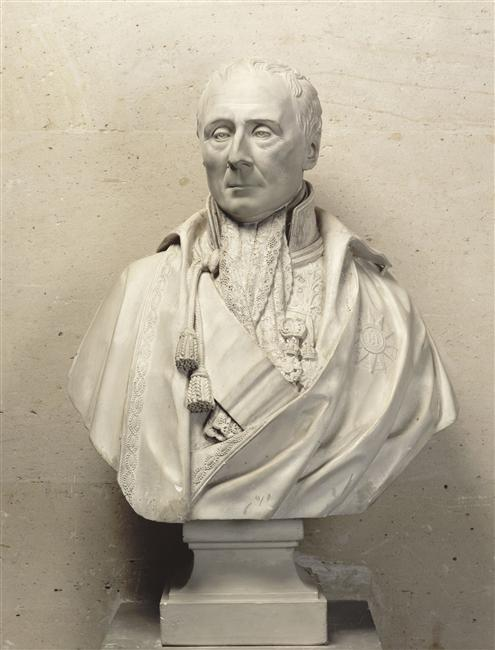
Busto de Lagrange, condecorado con la Gran Cruz de la Orden de la Reunión

En 1786 Federico II murió, y Lagrange, que ya se había adaptado al clima de Berlín, aceptó con alegría la oferta de Luis XVI para emigrar a París. Había recibido invitaciones similares de España y Nápoles. En Francia fue recibido con distinción, y se prepararon apartamentos especiales en el Louvre para su recepción. Al principio de su residencia sufrió un ataque de melancolía, y tuvo una copia impresa de su Mécanique (en la que había trabajado un cuarto de siglo) sin abrir en su escritorio durante más de dos años. La curiosidad acerca de los resultados de la revolución francesa lo sacó de su letargo, una curiosidad que pronto se volvió en alarma con el desarrollo de la revolución.
En 1792, la inexplicable tristeza de su vida y su timidez, motivaron la compasión de una joven muchacha que insistió en casarse con él, siendo feliz con dicha unión. Aunque el decreto de octubre de 1793 que exigía que todos los extranjeros dejaran Francia no le fue aplicado, deseaba marcharse cuando le ofrecieron la presidencia de la comisión para la reforma de pesos y medidas. La opción de las unidades finalmente seleccionadas era principalmente debida a él, y por su influencia se aceptó por la comisión la subdivisión decimal en 1799.
Aunque Lagrange había querido salir de Francia, nunca estuvo en peligro y los diferentes gobiernos revolucionarios (y más tarde, Napoleón) le cubrieron de honores y distinciones. En 1794 Lagrange fue nombrado profesor de la École Polytechnique y las conferencias que dio allí a los matemáticos que tuvieron la suerte de poder asistir a ellas, tenían su base en su Théorie des fonctions analytiques.
Pero Lagrange no parece haber sido un maestro perfecto. Fourier, que asistió a sus clases en 1795, escribió:

Su voz es muy débil, por lo menos hasta que entra en calor; tiene un acento italiano muy marcado y pronuncia la s como la z [...] Los estudiantes, cuya mayoría es incapaz de apreciarlo, no le reciben bien, pero a los professeurs les compensa.

En 1795 Lagrange ocupó una cátedra matemática honorífica en la École Normale que disfrutó solo durante cuatro meses, ya que la école fue cerrada. Sus conferencias aquí eran bastante elementales, y no contienen nada de importancia especial. Ese mismo año fue nombrado uno de los diez miembros originales del comité fundador del Bureau des Longitudes.

### Últimos años

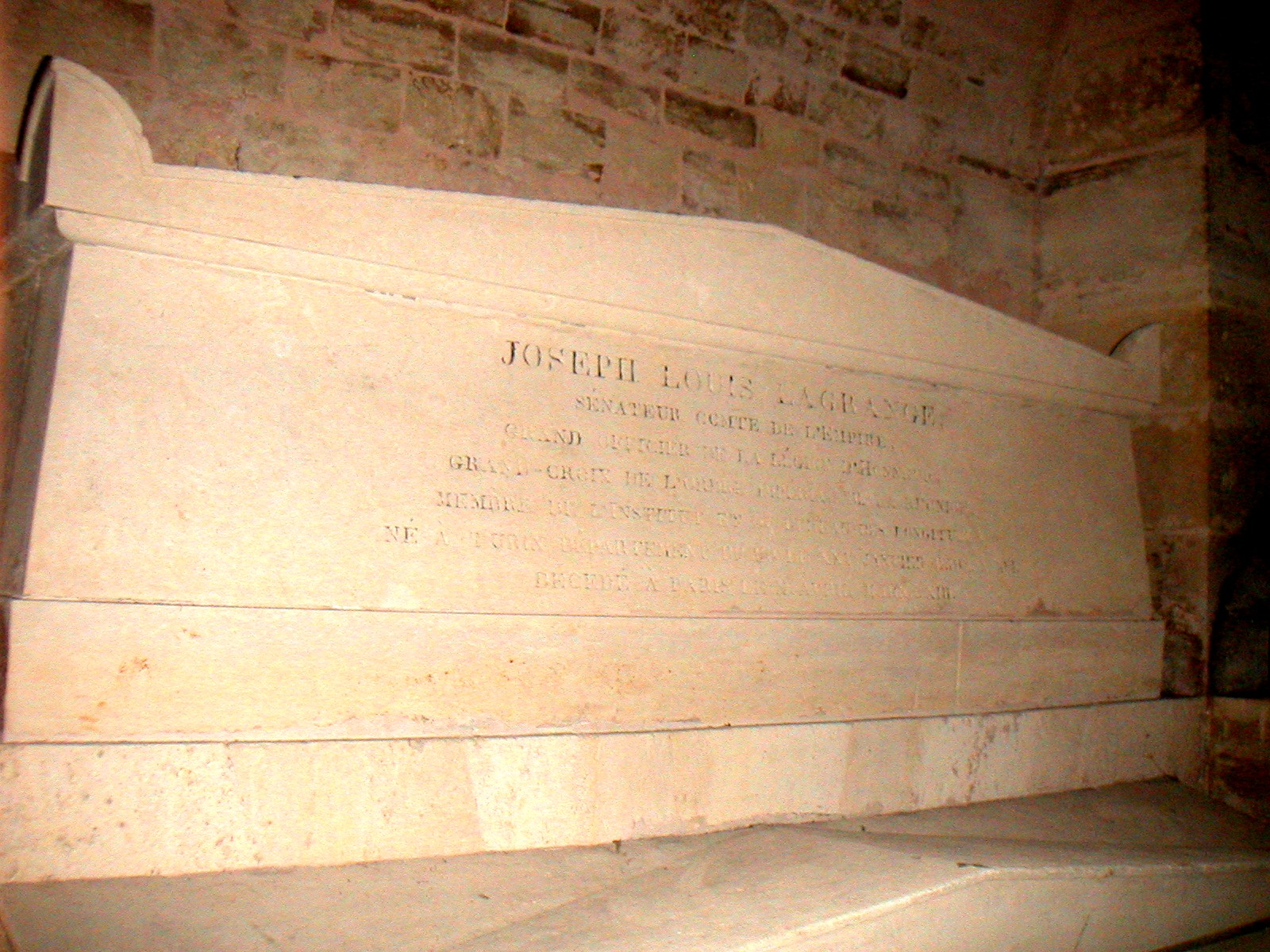
Tumba de Lagrange en la cripta del Panteón de París

En 1810 Lagrange comenzó una revisión completa de la Mécanique analytique, pero solo pudo completar unos dos tercios antes de su fallecimiento en 1813, acaecido en su casa parisina del 128 de la calle Saint Honoré (Faubourg). Napoleón Bonaparte le rindió honores concediéndole la Gran Cruz de la Orden Imperial de la Reunión dos días antes de morir. Fue enterrado ese mismo año en el Panteón de París. En la inscripción en francés de su urna funeraria se puede leer:
| JOSEPH LOUIS LAGRANGE. Senador. Conde del Imperio. Gran Oficial de la Legión de Honor. Gran Cruz de la Imperial Orden de la Reunión. Miembro del Instituto y la Oficina de Longitudes. Nacido en Turín el 25 de enero de 1736. Muerto en París el 10 de abril de 1813. |

## Su obra

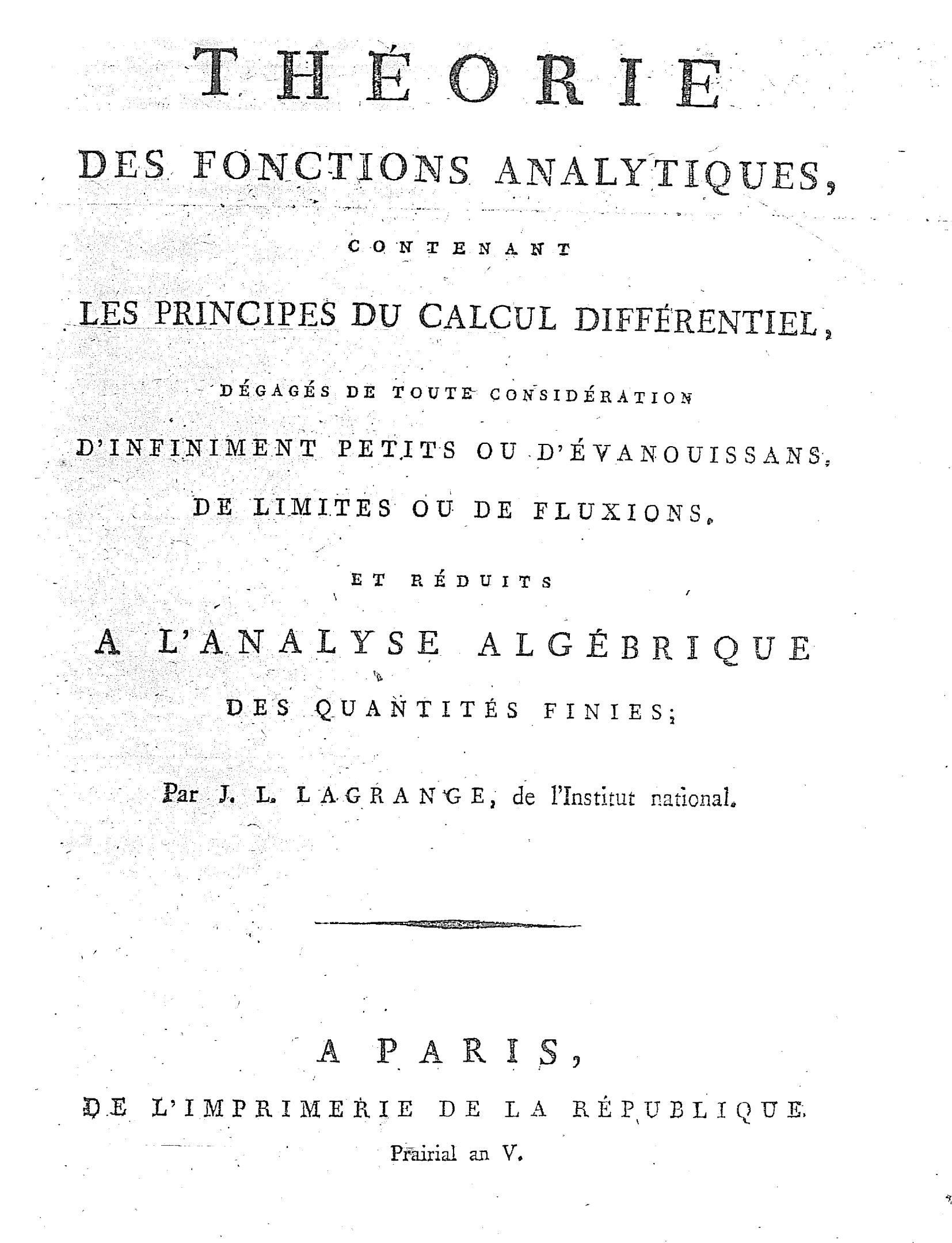
Théorie des fonctions analytiques

### Miscellanea Taurinensia
En 1758, con ayuda de sus alumnos, Lagrange fundó una sociedad que, más tarde, se denominó la Academia Turinesa de Ciencias. La mayor parte de sus primeros trabajos se encuentran en los cinco volúmenes de los registros de la Academia, conocidos usualmente como  Miscellanea Taurinensia. Muchos de estos trabajos son publicaciones elaboradas.
El primer volumen contiene un documento de la teoría de la propagación de sonido; indica un error cometido por Newton, obtiene la ecuación diferencial general para el movimiento, y halla la solución para el movimiento en línea recta. Este volumen también contiene la solución completa del problema de una cuerda que vibra transversalmente; en este trabajo señala la falta de generalidad en las soluciones dadas previamente por Brook Taylor, D'Alembert y Euler llegando a la conclusión de que la forma de la curva para un tiempo t cualquiera viene dada por la ecuación {\displaystyle y=a\sin(mx)\cdot \sin(nt)}. El artículo concluye con una hábil discusión sobre ecos y sonidos compuestos. Otros artículos en este volumen son serie recursivas, probabilidad y cálculo de variaciones.
El segundo volumen contiene un documento largo que incluye los resultados de varios documentos del primer volumen y notas sobre el cálculo de variaciones; e ilustra su uso deduciendo el principio de mínima acción, y las soluciones de varios problemas de dinámica.
El tercer volumen incluye la solución de varios problemas de dinámica mediante el cálculo de variaciones; algunos documentos de cálculo integral; una solución del problema de Fermat (encontrar un número x que hará que (x ² n + 1) sea un cuadrado dónde n es un entero dado que no es un cuadrado); y las ecuaciones diferenciales generales del problema del movimiento de n-cuerpos y su aplicación al Problema de los tres cuerpos que se mueven bajo sus atracciones mutuas.

### Los tratados
Su actividad mental durante estos veinte años en Prusia fue asombrosa, no solo por el hecho de producir su espléndida Mécanique analytique, sino por contribuir, con doscientos trabajos, a las Academias de Berlín, Turín, y París. Algunos de estos realmente son tratados, y todos, sin excepción, son de una extraordinaria calidad. Salvo un corto período de tiempo, cuando estaba enfermo, por término medio produjo aproximadamente un artículo al mes. Los más importantes son:
- Sus contribuciones a los volúmenes cuarto y quinto, 1766 -1773, de la Miscellanea Taurinensia; el más importante fue uno en 1771 en que discutió cómo numerosas observaciones astronómicas deben combinarse para dar el resultado más probable.
- Después, sus contribuciones a los primeros dos volúmenes, 1784 - 1785, de la Academia de Turín. Un artículo sobre la presión ejercida por los fluidos en movimiento, y el segundo un artículo acerca de la integración de una serie infinita, y el tipo de problemas para los que es conveniente.

### Astronomía

Puntos de equilibrio potencial entre La Tierra y el Sol deducidos por Lagrange

El siguiente trabajo fue en 1764 sobre la libración de la Luna, y una explicación acerca de por qué siempre ofrece la misma cara a la Tierra, un problema que trató con la ayuda del trabajo virtual. Su solución es especialmente interesante por contener el germen de la idea de ecuaciones generalizadas de movimiento, ecuaciones que demostró formalmente en 1780.
La mayoría de los trabajos enviados a París versaba sobre preguntas astronómicas, y entre estos papeles cabe mencionar el sistema joviano en 1766, su ensayo en el problema de los tres cuerpos en 1772, su trabajo sobre la ecuación secular de la Luna en 1773, y su tratado sobre las perturbaciones cometarias de 1778. Estos eran todos asuntos propuestos por la Academia francesa, y en cada caso el premio se le otorgó a él.
Hay numerosos artículos de astronomía. De estos los más importantes son los siguientes:
- Intentando resolver el Problema de los tres cuerpos, descubrió los puntos de Lagrange en 1772, de interés porque en ellos se han encontrado los asteroides troyanos y los satélites troyanos de Saturno.
- Gravitación de elipsoides, 1773: Punto de partida del trabajo de Maclaurin.
- La ecuación secular de la Luna, 1773; también notable por la introducción de la idea de potencial. El potencial de un cuerpo en un punto es la suma de la masa de cada elemento del cuerpo dividido por su distancia del punto. Lagrange mostró que si el potencial de un cuerpo a un punto externo fuera conocido, la atracción en cualquier dirección podría encontrarse en seguida. La teoría del potencial se elaboró en un artículo enviado a Berlín en 1777.
- El movimiento de los nodos de la órbita de un planeta, en 1774.
- La estabilidad de las órbitas planetarias, en 1776.
- Dos artículos sobre el método para determinar la órbita de un cometa con tres observaciones, en 1778 y 1783: en la práctica no es utilizado, pero su sistema de calcular las perturbaciones por medio de las cuadraturas mecánicas ha formado la base de la mayoría de las investigaciones subsecuentes en el asunto.
- Su determinación de las variaciones seculares y periódicas de los elementos orbitales de los planetas, 1781-1784: los límites superiores asignados para que estos estén de acuerdo con aquellos obtenidos después por Le Verrier. Lagrange procedió hasta donde le permitía el conocimiento que entonces se tenía de las masas de los planetas.
- A este tema volvió durante los últimos años de su vida cuando estaba ya en París. La teoría del movimiento planetario había formado parte de algunos de los más notable escritos de Berlín de Lagrange. En 1806 el asunto se volvió a abrir por parte de Poisson, quien, en un artículo leído ante la Academia francesa, mostró las fórmulas de Lagrange llevadas a ciertos límites para la estabilidad de las órbitas. Lagrange, que estaba presente, analizó entonces de nuevo el asunto entero, y en una carta comunicada a la Academia en 1808 explicó cómo, por la variación de constantes arbitrarias, las desigualdades periódicas y seculares de cualquier sistema de cuerpos mutuamente unidos por la gravitación podrían ser determinadas.

### Álgebra
La mayor parte de sus artículos sobre álgebra los envió a la Academia de Berlín. Cabe destacar:
- Su discusión de la solución entera de las formas cuadráticas, 1769, y generalmente de ecuaciones indeterminadas, 1770.
- Su tratado de la teoría de eliminación de parámetros, 1770.
- Sus escritos sobre el proceso general por resolver una ecuación algebraica de cualquier grado, 1770 y 1771; este método falla para las ecuaciones de un orden superior al cuarto, porque involucra la solución de una ecuación de orden superior, pero da todas las soluciones de sus predecesores.
- La solución completa de una ecuación binomial de cualquier grado (ocupa el último lugar entre los artículos mencionados).
- Además, en 1773, su tratamiento de determinantes de segundo y tercer orden, y de sus invariantes.
- Un teorema que lleva su nombre: «si G es un grupo finito de orden n y H un subgrupo de orden m, debe ser n múltiplo de m , o m divisor de n. El número {\displaystyle i={\frac {n}{m}}} se llama índice del subgrupo»[7]

### Ecuaciones diferenciales
Inventó el método de  variación de los parámetros (o variación de las constantes arbitrarias ), un método potente no solo aplicable a una ecuación diferencial lineal con coeficientes constantes, sino a cualquier ecuación diferencial lineal de la que se ya conozca la función complementaria. Por este método y por sus numerosas aportaciones se le considera uno los mayores matemáticos de todos los tiempos.

### Teoría de números
Algunos de sus artículos iniciales también tratan de cuestiones conectadas con el abandonado pero singularmente fascinante tema de la teoría de números. Entre estos se encuentran los que tratan sobre los asuntos siguientes:
- Su prueba del teorema de que cada entero positivo que no es un cuadrado puede expresarse como la suma de dos, tres o cuatro cuadrados de enteros, 1770.
- Su demostración del teorema de Wilson que dice que si  n  es un número primo, entonces ( n  - 1)! + 1 siempre es un múltiplo de  n , 1771.
- Sus artículos de 1773, 1775, y 1777, donde da las demostraciones de varios resultados enunciados por Fermat, y no demostrados previamente.
- Y, por último, su método para determinar los factores de números de la forma {\displaystyle x^{2}+ay^{2}.}

### Mecánica analítica o lagrangiana
Entre 1772 y 1788, Lagrange reformuló la mecánica clásica de Isaac Newton para simplificar fórmulas y facilitar los cálculos. Esta mecánica se llama mecánica Lagrangiana, y es el origen de la mecánica analítica. Su monumental «Tratado de Mecánica Analítica» recoge, completa y unifica los conocimientos acumulados desde Newton. Este libro, para sus contemporáneos una referencia, es una apología de la utilización de las ecuaciones diferenciales en mecánica. En el libro extiende la ley del trabajo virtual, y hace de ella un principio fundamental, y con la ayuda del cálculo diferencial, deduce toda la mecánica de sólidos y fluidos.
El objeto del libro es mostrar que la mecánica está implícitamente incluida en un solo principio, que permite dar fórmulas generales de las que puede obtenerse cualquier resultado particular. El método de coordenadas generalizadas que obtuvo es quizás el resultado más inteligente de su análisis. En lugar de seguir el movimiento de cada parte individual de un sistema material, como D'Alembert y Euler habían hecho, mostró que, si se determina su configuración por un número suficiente de variables cuyo número es igual que los grados de libertad que posee el sistema, entonces pueden expresarse las energías cinéticas y potenciales del sistema por lo que se refiere a esas variables, y las ecuaciones diferenciales del movimiento se deducen por la diferenciación. Por ejemplo, en la dinámica de un sistema rígido reemplaza la consideración del problema particular por la ecuación general que se escribe ahora normalmente con la fórmula:

{\displaystyle {\frac {d}{dt}}{\frac {\partial T}{\partial {\dot {\theta }}}}-{\frac {\partial T}{\partial \theta }}+{\frac {\partial V}{\partial \theta }}=0.}

T es la energía cinética y V la energía potencial y {\displaystyle \theta } es la coordenada generalizada. Construyendo la función lagrangiana {\displaystyle {\mathcal {L}}} la ley queda de la forma:

{\displaystyle {\frac {d}{dt}}{\frac {\partial {\mathcal {L}}}{\partial {\dot {\theta }}}}-{\frac {\partial {\mathcal {L}}}{\partial \theta }}=0.}

Entre otros teoremas menores aquí dados se puede mencionar la proposición de que la energía cinética de un sistema material bajo las restricciones dadas es un máximo, y el principio de mínima acción. Todo el análisis es tan elegante que William Rowan Hamilton dijo que este trabajo «solo podría describirse como un poema científico». Puede ser interesante observar que Lagrange comentó que la mecánica realmente era una rama de la matemática pura, análoga a una geometría de cuatro dimensiones, a saber, el tiempo y las tres coordenadas del punto en el espacio. Al principio ninguna editorial quería publicar el libro; pero Legendre por fin persuadió a una empresa de París para hacerlo, lo que se hizo bajo su supervisión en 1788.

### Teoría sobre las funciones analíticas
Sus conferencias en la École polytechnique trataron del cálculo diferencial, la base de su Théorie des fonctions analytiques, que se publicó en 1797.
Este trabajo es la extensión de una idea contenida en un artículo que había enviado a Berlín en 1772. Un método algo similar se había usado previamente por John Landen en el Análisis residual, publicado en Londres en 1758. Lagrange creyó que podía librarse así de las dificultades por el uso de cantidades infinitamente grandes e infinitamente pequeñas, que los filósofos objetaron en el tratamiento usual del cálculo diferencial.
El libro está dividido en tres partes. La primera da una prueba algebraica del teorema de Taylor. La segunda trata las aplicaciones a la geometría; y la tercera versa sobre sus aplicaciones a la mecánica. Otro tratado en las mismas líneas fue su Leçons sur le calcul des fonctions, publicado en 1804. Estos trabajos pueden ser considerados como el punto de arranque para las investigaciones de Cauchy, Jacobi y Weierstrass.

### Infinitesimales
Con posterioridad, Lagrange usó los infinitesimales y el cálculo diferencial en el estudio de fórmulas algebraicas; y en el prólogo a la segunda edición de su obra Mécanique Analytique publicada en 1811, justifica el empleo de infinitesimales, con estas palabras:

Cuando hemos asimilado el espíritu del método infinitesimal, y lo ha verificado la exactitud de sus resultados por el método geométrico de primeras y últimas proporciones, o por el método analítico de funciones derivadas, entonces podemos emplear las cantidades infinitamente pequeñas como un medio seguro y valioso de acortar y simplificar nuestras pruebas.

### Fracciones continuas
Su Résolution des équations numériques, publicada en 1798, también es fruto de sus conferencias en la Escuela politécnica. En él da el método de aproximar las raíces reales de una ecuación por medio de fracciones continuas, y enuncia varios otros teoremas. Al final en una nota demuestra el pequeño teorema de Fermat:
{\displaystyle a^{p-1}-1\equiv 0\;({\rm {mod}}\;p)\;,}
donde  p  es un número primo y  a  es un número entero primo entre sí con  p  (m.c.d. (a, p)=1). Puede aplicarse para dar la solución algebraica completa de cualquier ecuación binomial. Explica también cómo la ecuación cuyas raíces son los cuadrados de las diferencias de las raíces de la ecuación original puede usarse para dar mucha información acerca de la posición y naturaleza de esas raíces.

## Matemática pura
Los intereses de Lagrange eran esencialmente aquellos de un estudiante de matemática pura: buscó y obtuvo resultados abstractos de largo alcance, y estaba satisfecho de dejar las aplicaciones a otros. De hecho parte de los descubrimientos de su gran contemporáneo, Laplace, consiste en la aplicación de las fórmulas de Lagrange a los fenómenos de la naturaleza; por ejemplo, las conclusiones de Laplace de la velocidad del sonido y de la aceleración secular de la Luna están ya implícitamente en los resultados de Lagrange.
La única dificultad para entender a Lagrange es el asunto de interés y la generalidad extrema de sus procesos; pero su análisis es tan lúcido y luminoso como es simétrico e ingenioso.
Un reciente escritor sobre Lagrange dice que desempeñó un papel verdaderamente prominente en el avance de casi todas las ramas de la matemática pura. Como Diofanto y Fermat, Lagrange poseía un genio especial para la teoría de números, y en este asunto dio soluciones a muchos de los problemas que se habían propuesto por Fermat, y agregó algunos teoremas propios. Creó el cálculo de variaciones. La teoría de ecuaciones diferenciales está en deuda con él por convertirla en una ciencia en lugar de una colección de ingeniosos artificios para la solución de problemas particulares.
Contribuyó al cálculo de diferencias finitas con la fórmula de interpolación que lleva su nombre. Sus tres trabajos sobre el método de interpolación de 1783, 1792 y 1793, están actualmente en la misma fase en que Lagrange los dejó.

### Miscelánea
Hay también numerosos artículos sobre varios puntos de geometría analítica. En dos de ellos, escritos bastante después, en 1792 y 1793, redujo las cuádricas a su forma canónica.
Durante los años de 1772 a 1785 contribuyó con una larga serie de artículos que influyeron notablemente en el desarrollo de la ciencia, sobre las ecuaciones diferenciales en derivadas parciales. Una gran parte de estos resultados se reunieron en la segunda edición del cálculo integral de Euler publicado en 1794.
Durante los últimos años en Francia su trabajo se centró en el Análisis Matemático.

## Distinciones

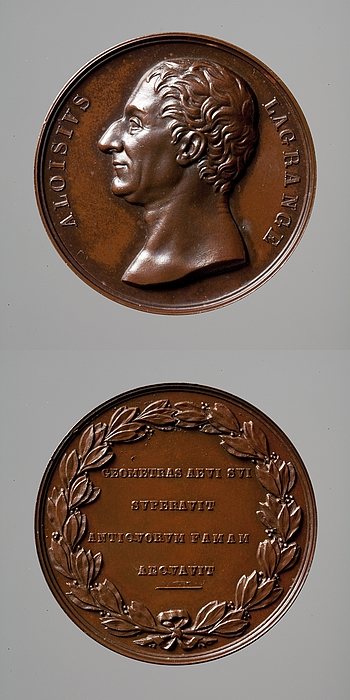
Medalla conmemorativa de Lagrange. (Gaspari Galeazzi. Museo Thorvaldsen, Copenhague). En el reverso puede leerse en latín la inscripción: Geómetra cuya fama en vida superó a la de los antiguos

- Miembro del Senado conservador (25 de diciembre de 1799) (incluido con Monge y Laplace en la relación de científicos invitados a formar parte de la asamblea).
- Conde Lagrange del Imperio[10] (Concesión del 24 de abril de 1808, Bayona)[11]
- Legión de Honor:[10]

 Caballero
 Gran Oficial
- Gran Cruz de la Orden de la Reunión.[10]

 Caballero

## Reconocimientos y honores
- Está inhumado en el Panteón de París.
- Su nombre figura  en lista de los setenta y dos nombres de científicos destacados inscritos en la Torre Eiffel.[12]
- El cráter lunar Lagrange lleva su nombre.
- El asteroide (1006) Lagrangea está denominado en su honor.
- Una calle del V Distrito de París y otra calle de Turín llevan su nombre.
- El punto de ingravidez del sistema Tierra/Sol, cuya existencia predijo, se llama «el punto de Lagrange L2» en su honor.
- El operador matemático lagrangiano le debe su nombre.

## Escudo de armas
| Figura | Descripción |
|        | Armas del conde Lagrange y del Imperio Sobre sable, un triángulo equilátero hueco bordeado de oro, coronado por una luna de plata, con el emblema del Senado.· Librea: sombreado negro, oro, azur y plata |